# 全州大學
全州大學（韓語：전주대학교，英語：Jeonju University）是一所四年制私立大学，位于韩国全罗北道全州市万山区天鉴路，是一所基督教院校。

## 历史
1964年1月，学校法人永成学院成立了全州永成大学。第一任校长是M.E.Carlo。成立之初，该校在夜间运营，为劳动人民提供高等教育。1977年，该校扩大了日间院系，改为昼夜制，并于次年更名为全州大学。1982年，该校成立了研究生院，1983年晋升为综合大学，并更名为全州大学校。1984年，该校被新世界集团收购。2002年，全州大学连续第二年被教育人力资源部评选为教育改革优秀大学。2011年5月，拥有图书馆、文化设施、会议中心和演讲厅的综合设施 "明星中心 "落成。2018年3月，连续第八年被中小企业和初创企业部评选为初创企业领先大学。2018年10月，入选大学创新支持试点项目（PILOT）。

## 校园风光
截至2021年，学校共有9个学院、65个系、1个一般研究生院和6个特殊研究生院。
学校设有1个总部和6个办公室。包括教育创新办公室、使命服务办公室、教务办公室、学生就业办公室、招生办公室、规划办公室和总务办公室。下设国际交流学院、继续教育学院、信息与通信学院、农业与生命融合技术学院、图书馆、博物馆、体育部、学生军训团、后备工作团等9个附属学院和产学合作处、创业支持处、LINC+项目处等3个处室。除此之外还下设人文科学研究所、社会科学研究所、文化艺术研究所、产业经营研究所等 6 个综合研究所；地区开发研究所、文化产业研究所、韩国古典研究所等 6 个专业研究所，基督教文学研究所、教育问题研究所、历史文化研究所、地方自治研究所等24个专业研究所。
学校法人新东亚学院下属的学校还包括全州展望大学、全州永成高中和全州大学教育学院。